# Brăila
|  | Aquest article tracta sobre la ciutat. Vegeu-ne altres significats a «Brăila (desambiguació)». |

Brăila és la ciutat capital de la província del mateix nom i un port al costat del riu Danubi, en el Nord-oest de la regió històrica de Valàquia, en l'est de Romania. La ciutat té actualment una població de 180.302 habitants.

## Història
Un Llibre de Coneixement castellà de segurament els anys 1350, així com diversos mapes catalans (Angelino de Dalorto, 1325/1330 i Angelino Dulcert, 1339) mostren un assentament anomenat Drinago a la riba oest del riu Danubi, en el lloc ocupat per la Brăila actual. Documents grecs d'aproximadament la mateixa època esmenten a la ciutat com a Proilabum o Proilava.
El 1462 en la campanya de Mehmet II contra Vlad Tepes, voivoda de Valàquia, tropes turques van desembarcar al port que era considerat ja un port important a la zona. Fou saquejada i incendiada pel príncep moldau Stefan cel Mare (en català Esteve el Gran) el 2 de febrer de 1470, com a part de la campanya de repressió contra les forces del príncep valac Radu cel Frumos (en català Radu el Formós), qui s'havia aliat amb els turcs
El setembre del 1538 després de la campanya de Solimà I contra Moldàvia, la ciutat fou ocupada pels turcs i el voivoda Radu Paisie va haver de cedir-la a la Porta el 1539 incloent un territori força extens a l'entorn de la vila. Així des de 1538-40, els turcs otomans van controlar la ciutat i els seus voltants fins a l'any 1828. Els turcs la van anomenar Ibrail o Ibraila. Fou atacada pels prínceps de Moldàvia diverses vegades: el 1574 el príncep Ioan I Joldea va incendiar la ciutat però no va poder conquerir la fortalesa; el 1595 Mihai Viteazul (en català Miquel el Valent) de Valàquia, que estava en guerra contra els otomans, va conquerir la ciutat i fortalesa, però quan fou assassinat es va sotmetre altre cop al sultà (1596). El hospodar Mihnea III Craiovescu-Brancoveanu (1658-1659) es va revoltar contra Turquia i va ocupar la ciutat breument el 1659.
En les guerres entre Rússia i l'Imperi Otomà fou ocupada alguna vegada pels russos però sempre restituïda fins al 6 de juny de 1828 quan els russos la van ocupar i la Convenció d'Akkerman la va retornar al govern de Valàquia l'any 1829; pel tractat d'Adrianòpolis del 1830 va ser reconeguda com a possessió de Valàquia i perduda definitivament per l'Imperi Otomà.
Durant el segle xix, el port es va convertir, a més dels de Drobeta-Turnu Severin i Giurgiu, en un dels més importants ports fluvials de Valàquia dins del Danubi, servint de base per a gairebé tota la mercaderia que arribava o sortia de Romania, i la ciutat va arribar el seu principal punt àlgid de prosperitat entre finals del segle xix i començaments del segle xx.
Després de la Revolució Romanesa de 1989, que va provocar la caiguda del règim comunista romanès, la ciutat va entrar en un període de declivi econòmic.

## Punts d'interès
Els principals monuments de la ciutat són: 
- L'Església Grega, construïda en 1865 per la comunitat grega.
- L'Església dels Sants Arcàngels que havia servit com a mesquita durant el domini otomà.
- L'Església de San Nicolau, també del segle xix.
- El Teatre Maria Filotti.
- El centre antic de la ciutat alberga nombroses edificacions del segle xix, algunes d'aquestes bellament restaurades.
- Altres atraccions importants són el Jardí Públic, un parc situat junt la riba del Danubi amb belles vistes del riu i les Forestes Măcin, així com l'antiga Casa de l'Aigua, amb el seu restaurant situat en la planta superior, i que compta amb un sistema rotatiu (360° en una hora).

Per Brăila transcorre una de les més antigues línies de tramvies elèctrics de Romania, inaugurada a finals del segle xix i mantinguda en servei fins als nostres dies.

## Personatges famosos
- Hariclea Darclée
- Ana Aslan
- Panait Istrati
- Camelia Potec
- Mihail Sebastian
- Iannis Xenakis